# Cohors III Lucensium
Die Cohors III Lucensium (deutsch 3. Kohorte aus dem conventus Lucensis) war eine römische Auxiliareinheit. Sie ist durch Inschriften belegt. Zur Cohors Silaucensium siehe den Abschnitt Unsicherheiten.

## Namensbestandteile
- Lucensium: aus dem conventus Lucensis. Die Soldaten der Kohorte wurden bei Aufstellung der Einheit auf dem Gebiet des conventus Lucensis (mit der Hauptstadt Lucus Augusti) rekrutiert.[1]

- equitata: teilberitten. Die Einheit war möglicherweise ebenso wie die Cohors I und II Lucensium ein gemischter Verband aus Infanterie und Kavallerie.[1]

Da es keine Hinweise auf den Namenszusatz milliaria (1000 Mann) gibt, war die Einheit entweder eine Cohors (quingenaria) peditata, eine reine Infanterie-Kohorte, mit einer Sollstärke von 480 Mann oder eine Cohors (quingenaria) equitata mit einer Sollstärke von 600 Mann (480 Mann Infanterie und 120 Reiter), bestehend aus sechs Centurien Infanterie mit jeweils 80 Mann sowie vier Turmae Kavallerie mit jeweils 30 Reitern.

## Geschichte
Die wenigen, zum Teil schlecht erhaltenen Inschriften, deren Zuordnung zur Cohors III Lucensium zudem unsicher ist, ergeben kein klares Bild (siehe Abschnitt Unsicherheiten), obwohl die Existenz der Kohorte selbst als sicher angenommen wird. Möglicherweise ist die Kohorte mit der Cohors Lucensis, die in der Notitia dignitatum für den Standort Luco aufgeführt ist, identisch.

## Standorte
Standorte der Kohorte in Germania inferior waren möglicherweise:
- Asciburgium[A 1] (Asberg): Der Grabstein des Tib(erius) Iul(ius) Sedebdas wurde in Asberg gefunden.

Standorte der Kohorte in Hispania Tarraconensis waren möglicherweise:
- Lucus Augusti (Lugo): Der Grabstein des Vecius wurde in Lugo gefunden. Außerdem erwähnt die Notitia dignitatum eine Cohors Lucensis für den Standort Luco.

## Angehörige der Kohorte
Folgende Angehörige der Kohorte sind bekannt.
- Tib(erius) Iul(ius) Sedebdas (CIL 13, 8593)
- Vecius, ein Soldat (CIL 2, 2584)

## Unsicherheiten
Die Zuordnung der folgenden Inschriften ist unsicher.
- (CIL 2, 4132): Laut Margaret M. Roxan kann die Inschrift der Cohors III Lucensium oder einer Cohors III Luggonum zugewiesen werden.[1][4] Die Epigraphik-Datenbank Clauss-Slaby zieht Cohors III Lusitanorum in Betracht.

- (CIL 13, 8593): John Spaul liest die Inschrift als Coh III Laucensiu und weist sie der Cohors III Lucensium zu. Eine andere Lesung ist Cohors Silau(censum); diese Einheit ist aber ansonsten nirgends belegt.[3] Die Epigraphik-Datenbank Clauss-Slaby liest Coh Silauciensiu.

- (CIL 13, 8823): John Spaul weist die Inschrift der Cohors III Lucensium zu, Agustín Jiménez de Furundarena und Paul A. Holder dagegen der Cohors I Lucensium.[5][6]